# 강병택
강병택(1969년~)은 KBS 드라마본부의 프로듀서이다.  

## 학력
- 서강대학교 신문방송학과 학사

## 경력
- KBS 드라마본부 PD
- KBS TV제작본부 드라마운영팀장 (부장급)
- KBS 아트비전 상임이사
- KBS 콘텐츠전략본부 드라마센터 CP
- 2025년 10월 28일 ~: KBS 부사장

## 수상 경력
- 2014 제41회 한국방송대상 프로듀서상

## 연출한 프로그램
- 태조 왕건
- 해신
- 거상 김만덕
- 정도전

## 수상 경력
- 제41회 한국방송대상 프로듀서상